# Orthosiphon rubicundus
Orthosiphon rubicundus là một loài thực vật có hoa trong họ Hoa môi. Loài này được (D.Don) Benth. mô tả khoa học đầu tiên năm 1830.